# Carnaval de Tolosa

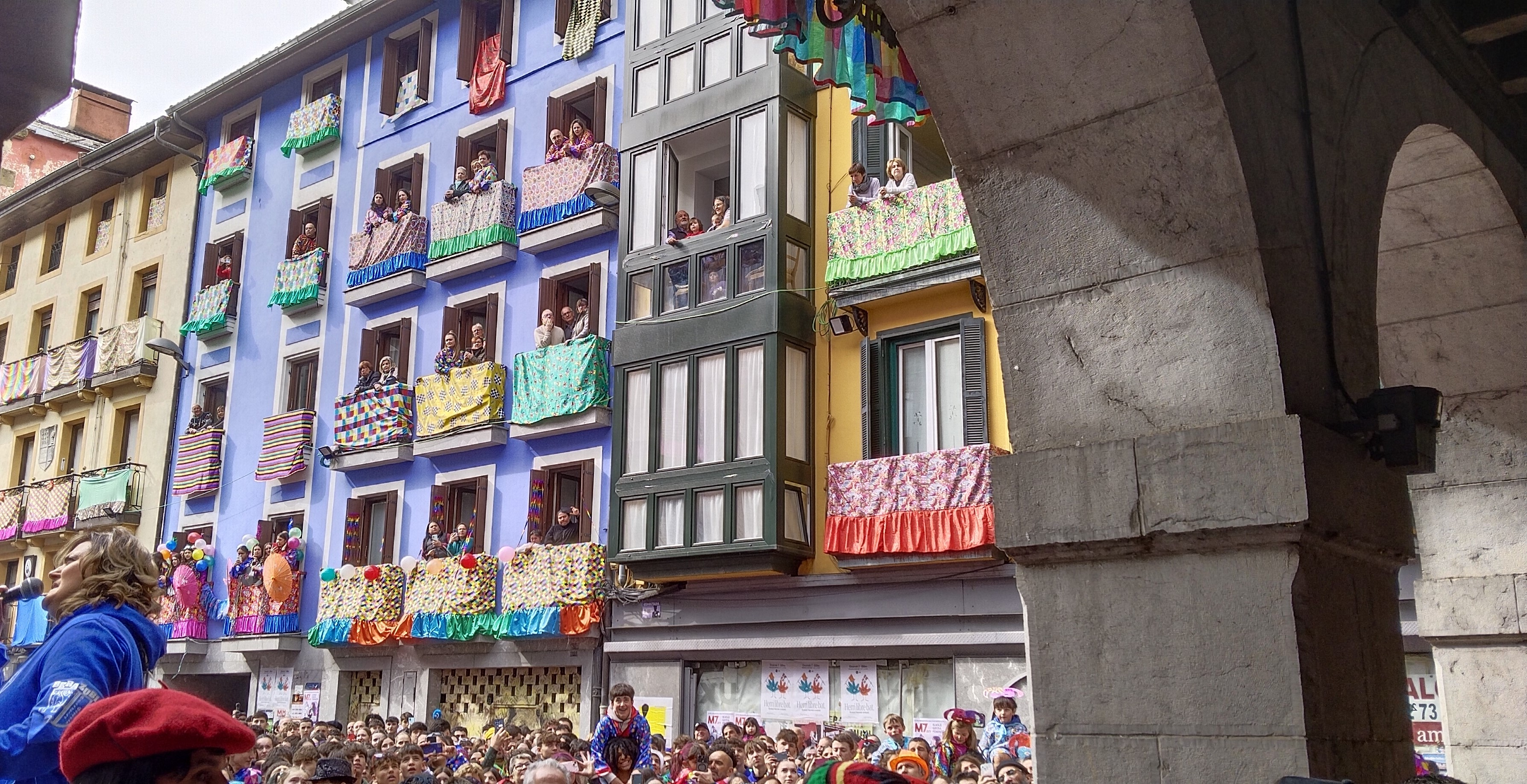
Carnaval de Tolosa

El Carnaval de Tolosa es el carnaval más emblemático de la provincia de Guipúzcoa , en el País Vasco (España).
La idea de fondo del Carnaval sigue siendo la misma a lo largo de la historia : disfraz, alteración de lo cotidiano y disfrute.
Su simbolismo en Tolosa se basa en dos hechos característicos como es la participación multitudinaria de la ciudadanía   y el hecho de que durante el franquismo se siguió celebrando el carnaval bajo la eufemística denominación de Fiestas de Primavera.
De entre los personajes que han colaborado al desarrollo y estudio del Carnaval de Tolosa cabe destacar al antropólogo tolosarra Juan Garmendia Larrañaga.

## Descripción
El origen de los carnavales  está difuso en el tiempo pero se considera que en España se desarrolló a partir del Renacimiento.
Es una celebración que tiene lugar en una fecha variable anterior a la cuaresma entre febrero y marzo según el año.Una característica propia del Carnaval  es la de ser un período de permisividad.
Existen pocas fuentes sobre los inicios del Carnaval en Tolosa  pero lo que sí sabemos es que desde mediados del siglo XIX se desarrolla el Carnaval con una estructura muy similar a la actual:
- jueves gordo: Es el día más significativo para los tolosarras: Chupinazo, charangas pasacalles y conciertos.

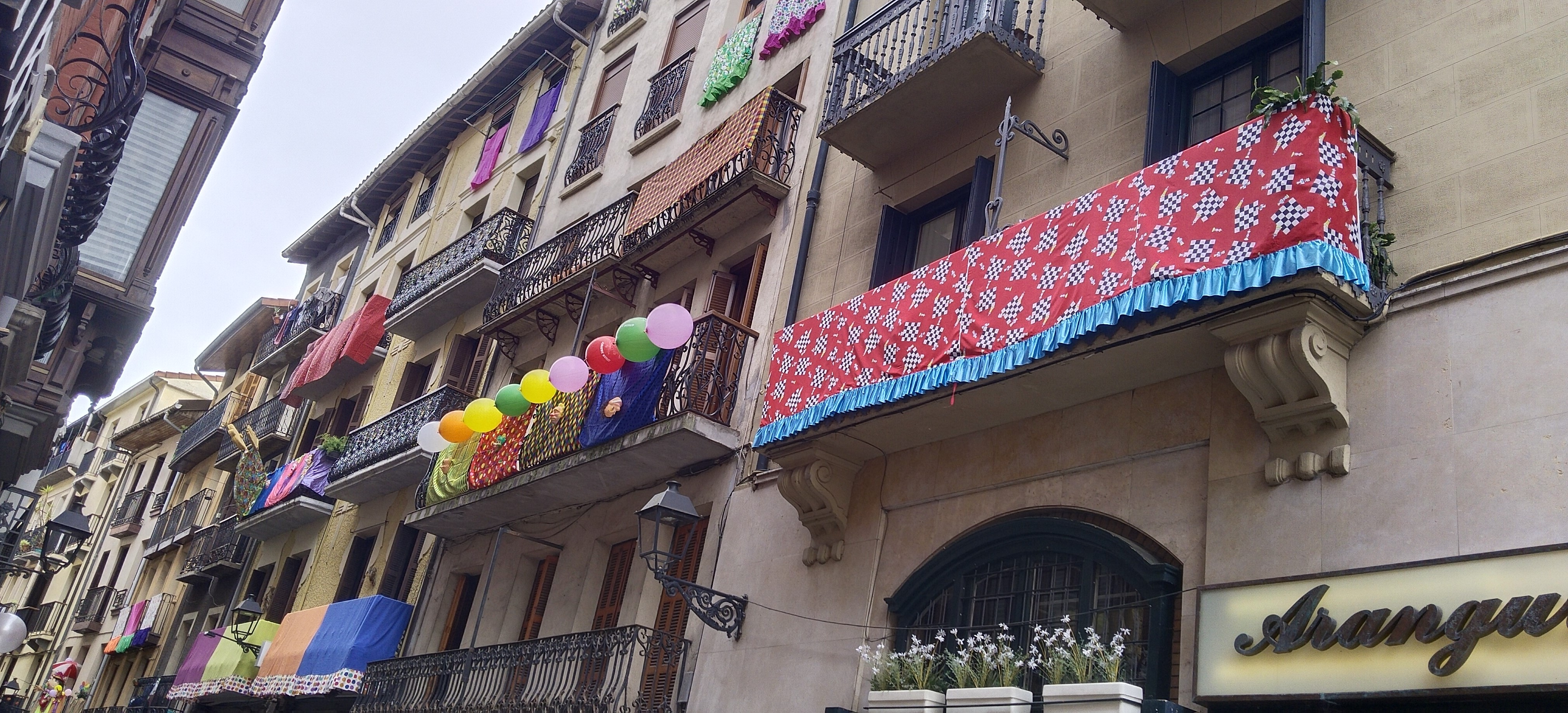
Balcones en el Carnaval de Tolosa

- Balcones en el Carnaval de Tolosaviernes flaco: Día más tranquilo con pasacalles y vaquillas en la plaza de toros, tamborradas, charangas y chistularis.
- sábado de carnaval: Tamborradas, gigantes y cabezudos con los dulzaineros de Tolosa.
- domingo de carnaval: Espectáculo taurino y durante todo el día, se pueden ver las carrozas realizadas por los habitantes de Tolosa. Algunas desfilan, y otras tienen un lugar fijo.
- lunes de carnaval:  Durante todo el día, los grupos de tiempo libre de Tolosa y los pueblos de alrededor ofrecen desfiles y bailes. También hay espectáculo taurino.
- martes de carnaval: Es el último día. Hay comparsas y carrozas por todo el pueblo y a las 24 horas se celebra el entierro de la sardina.